# PFK Soczi
PFK Soczi (ros. ПФК «Сочи»), właśc. Obszczestwo s ograniczennoj otwietstwiennostju „Profiessionalnyj Futbolnyj kłub «Soczi»” (ros. Общество с ограниченной ответственностью «Профессиональный Футбольный клуб „Сочи“» – rosyjski klub piłkarski z Soczi, na południu kraju, założony w 2018.

## Historia
PFK Soczi powstał przed sezonem 2018/19, na bazie klubu Dinamo Petersburg. Formalnie wydarzenia te nazywano „przejazdem” lub „przemianowaniem” klubu, tak by Soczi wystąpiło od razu w Pierwszej Dywizji na licencji Dinama, jednak nowy klub nie stanowi historycznej ciągłości z petersburskim.
11 maja 2019, na dwie kolejki przed końcem sezonu, drużyna z Soczi wraz z FK Tambow zapewniła sobie awans do Priemjer-Ligi.
16 maja 2021, drużyna z Soczi zapewniła sobie udział w Lidze Konferencji Europy. Dla tej drużyny będzie to całkowity debiut w europejskich pucharach.
| \| \| Zdobyte trofea w rozgrywkach Rosji (stan na: koniec sezonu 2021/22) \| |                                                                     |      |          |
| Rozgrywki                                                                    | Osiągnięcie                                                         | Razy | Sezon(y) |
| · Mistrzostwo                                                                | I miejsce                                                           | –    |          |
| · Mistrzostwo                                                                | II miejsce                                                          | 1    | 2022     |
| · Mistrzostwo                                                                | III miejsce                                                         | -    |          |
| · Puchar                                                                     | zdobywca                                                            | -    |          |
| · Puchar                                                                     | finalista                                                           | -    |          |
| II liga                                                                      | I miejsce                                                           | -    |          |
| II liga                                                                      | II miejsce                                                          | 1    | 2019     |
| II liga                                                                      | III miejsce                                                         | –    |          |
| Rosja                                                                        | Zdobyte trofea w rozgrywkach Rosji (stan na: koniec sezonu 2021/22) |      |          |

## Zawodnicy

### Skład na sezon 2021/2022
Skład aktualny na dzień 8 kwietnia 2022.
| Nr | Poz. | Piłkarz                               |
| -- | ---- | ------------------------------------- |
| 1  | BR   | Dienis Adamow                         |
| 3  | OB   | Vanja Drkušić                         |
| 5  | OB   | Rodrigão                              |
| 6  | PO   | Artur Jusupow                         |
| 7  | NA   | Dmitrij Worobjow (wyp. z FK Orenburg) |
| 8  | PO   | Iwelin Popow                          |
| 9  | NA   | Gieorgij Miełkadzie                   |
| 12 | BR   | Nikołaj Zabołotny                     |
| 13 | OB   | Siergiej Tieriechow                   |
| 15 | PO   | Ibragim Całłagow                      |
| 16 | PO   | Christian Noboa                       |

| Nr | Poz. | Piłkarz                           |
| -- | ---- | --------------------------------- |
| 17 | OB   | Artiom Makarczuk                  |
| 18 | NA   | Nikita Burmistrow                 |
| 19 | PO   | Victorien Angban                  |
| 20 | OB   | Igor Jurganow                     |
| 22 | NA   | Joãozinho                         |
| 27 | PO   | Kiriłł Zaika                      |
| 30 | NA   | Mateo Cassierra                   |
| 34 | OB   | Timofiej Margasow                 |
| 35 | BR   | Sosłan Dżanajew (kapitan)         |
| 87 | OB   | Daniła Prochin (wyp. z FK Rostów) |

## Europejskie puchary
Legenda do wszystkich tabel:
- Q – runda eliminacyjna, 1/16, 1/8, 1/4, 1/2 – odpowiednia faza rozgrywek, Grupa – runda grupowa, 1r gr – pierwsza runda grupowa, 2r gr – druga runda grupowa, F – finał, R – runda, PO – play-off
- k. – rzuty karne, los. – losowanie, Dogr. – dogrywka, w. – zasada bramek strzelonych na wyjeździe

| Sezon   | Rozgrywki               | Runda | Klub       | Dom | Wyjazd | Ogólnie     |
| ------- | ----------------------- | ----- | ---------- | --- | ------ | ----------- |
| 2021/22 | Liga Konferencji Europy | 2Q    | Keşlə Baku | 3–0 | 4–2    | 7–2         |
| 2021/22 | Liga Konferencji Europy | 3Q    | Partizan   | 1–1 | 2–2    | 3–3, k: 2–4 |